# 南諾布斯鎮區 (北卡羅萊納州亞德金縣)
南諾布斯鎮區（英語：South Knobs Township）是位於美國北卡羅萊納州亞德金縣的一個鎮區。

## 地方資料
南諾布斯鎮區的面積為57.79平方千米，皆為陸地。根據2020年美國人口普查的數據，當地共有人口1601人，而人口密度為每平方千米27.7人。